# Coppa del Mondo di combinata nordica 1999
La Coppa del Mondo di combinata nordica 1999, sedicesima edizione della manifestazione organizzata dalla Federazione Internazionale Sci, ebbe inizio il 21 novembre 1998 a Rovaniemi, in Finlandia, e si concluse il 21 marzo 1999 a Zakopane, in Polonia.
Furono disputate 17 gare in 14 diverse località, 11 individuali Gundersen, 6 sprint; 12 gare si svolsero su trampolino normale, 5 su trampolino lungo. Nel corso della stagione si tennero a Nagano i XVIII Giochi olimpici invernali, non validi ai fini della Coppa, il cui calendario contemplò dunque un'interruzione nel mese di febbraio.
Il norvegese Bjarte Engen Vik si aggiudicò la coppa di cristallo, il trofeo assegnato al vincitore della classifica generale. Non vennero stilate classifiche di specialità; Vik era il detentore uscente del trofeo.

## Risultati
| Data             | Località          | Nazione     | Trampolino            | Spec.        | Primo            | Secondo          | Terzo             |
| ---------------- | ----------------- | ----------- | --------------------- | ------------ | ---------------- | ---------------- | ----------------- |
| 21 novembre 1998 | Rovaniemi         | Finlandia   | Ounasvaara K90        | IN NH/15 km  | Hannu Manninen   | Bjarte Engen Vik | Todd Lodwick      |
| 24 novembre 1998 | Rovaniemi         | Finlandia   | Ounasvaara K90        | SP NH/7,5 km | Hannu Manninen   | Samppa Lajunen   | Bjarte Engen Vik  |
| 27 novembre 1998 | Lillehammer       | Norvegia    | Lysgårdsbakken K90    | IN NH/15 km  | Bjarte Engen Vik | Ladislav Rygl    | Hannu Manninen    |
| 29 novembre 1999 | Lillehammer       | Norvegia    | Lysgårdsbakken K90    | SP NH/7,5 km | Hannu Manninen   | Felix Gottwald   | Bjarte Engen Vik  |
| 10 dicembre 1998 | Steamboat Springs | Stati Uniti | Howelsen K88          | SP NH/7,5 km | Hannu Manninen   | Bjarte Engen Vik | Felix Gottwald    |
| 12 dicembre 1998 | Steamboat Springs | Stati Uniti | Howelsen K88          | IN NH/15 km  | Bjarte Engen Vik | Hannu Manninen   | Felix Gottwald    |
| 29 dicembre 1998 | Oberwiesenthal    | Germania    | Fichtelberg K90       | SP NH/7,5 km | Hannu Manninen   | Kenneth Braaten  | Samppa Lajunen    |
| 3 gennaio 1999   | Schonach          | Germania    | Langenwaldschanze K90 | IN NH/15 km  | Bjarte Engen Vik | Jaakko Tallus    | Samppa Lajunen    |
| 9 gennaio 1999   | Štrbské Pleso     | Slovacchia  | MS 1970 K120          | IN LH/15 km  | Bjarte Engen Vik | Kenneth Braaten  | Felix Gottwald    |
| 16 gennaio 1999  | Liberec           | Rep. Ceca   | Ještěd K120           | IN LH/15 km  | Bjarte Engen Vik | Hannu Manninen   | Felix Gottwald    |
| 24 gennaio 1999  | Sankt Moritz      | Svizzera    | Olympiaschanze K94    | SP NH/7,5 km | Bjarte Engen Vik | Hannu Manninen   | Kenneth Braaten   |
| 26 gennaio 1999] | Val di Fiemme     | Italia      | Giuseppe Dal Ben K120 | IN LH/15 km  | Bjarte Engen Vik | Samppa Lajunen   | Knut Tore Apeland |
| 30 gennaio 1999  | Chaux-Neuve       | Francia     | La Côté Feuillée K90  | IN NH/15 km  | Samppa Lajunen   | Todd Lodwick     | Ladislav Rygl     |
| 6 marzo 1999     | Lahti             | Finlandia   | Salpausselkä K114     | IN LH/15 km  | Samppa Lajunen   | Bjarte Engen Vik | Sebastian Haseney |
| 11 marzo 1999    | Falun             | Svezia      | Lugnet K90            | SP NH/7,5 km | Ladislav Rygl    | Kenji Ogiwara    | Hannu Manninen    |
| 12 marzo 1999    | Oslo              | Norvegia    | Holmenkollen K115     | IN LH/15 km  | Bjarte Engen Vik | Hannu Manninen   | Kenji Ogiwara     |
| 21 marzo 1999    | Zakopane          | Polonia     | Średnia Krokiew K85   | IN NH/15 km  | Bjarte Engen Vik | Satoshi Mori     | Ladislav Rygl     |

Legenda:

IN = individuale Gundersen

SP = sprint

NH = trampolino normale

LH = trampolino lungo

## Classifiche

### Generale
| Pos. | Nome                | Nazione     | Punti |
| ---- | ------------------- | ----------- | ----- |
| 1    | Bjarte Engen Vik    | Norvegia    | 2035  |
| 2    | Hannu Manninen      | Finlandia   | 1667  |
| 3    | Ladislav Rygl       | Rep. Ceca   | 1140  |
| 4    | Felix Gottwald      | Austria     | 1080  |
| 5    | Samppa Lajunen      | Finlandia   | 986   |
| 6    | Kenneth Braaten     | Norvegia    | 979   |
| 7    | Kenji Ogiwara       | Giappone    | 977   |
| 8    | Todd Lodwick        | Stati Uniti | 898   |
| 9    | Fred Børre Lundberg | Norvegia    | 887   |
| 10   | Dmitrij Sinicyn     | Russia      | 881   |

### Nazioni
| Pos. | Nazione   | Punti |
| ---- | --------- | ----- |
| 1    | Norvegia  | 5139  |
| 2    | Finlandia | 4051  |
| 3    | Giappone  | 2551  |
| 4    | Austria   | 2447  |
| 5    | Russia    | 2048  |